# رسوایی‌های جنسی گیلان
رسوایی‌های جنسی گیلان مجموعه‌ای از رسوایی‌های جنسی مقامات جمهوری اسلامی در ایران است که در تیر و مرداد ۱۴۰۲ و به فاصله‌های کوتاهی از هم در استان گیلان افشا شدند. اخبار یا ویدیوهای این رسوایی‌های جنسی توسط کانالی تلگرامی به نام رادیو گیلان منتشر شدند. رضا ثقتی مدیرکل فرهنگ و ارشاد اسلامی استان گیلان اولین فرد بود که فیلم خصوصی رابطه جنسی‌‌اش با یک مرد منتشر شد. به فاصله مدتی بعد اخباری از یک آخوند به نام مهدی حق‌شناس، معاون وقت نهاد امر به معروف و نهی از منکر این استان نیز منتشر گردید که با یکی از اقوام مرد خود رابطه جنسی داشته‌است. رضا ثقتی در نتیجه درز این رسوایی از کار برکنار شد. رابطه جنسی دو مرد در قوانین جمهوری اسلامی، زیر عنوان لواط، جرم تلقی شده و افراد درگیر با آزار و اذیت و تبعیض و همین‌طور مجازات‌های زندان، جریمه مالی و حتی اعدام مواجه می‌شوند.

## افراد درگیر

### رضا ثقتی
رضا ثقتی در آذر سال ۱۴۰۰ سمت ریاست کل شعبه فرهنگ و ارشاد استان گیلان را برعهده داشته، او همچنین مؤسس کارگاهی موسوم به «عفاف و حجاب» نیز بوده، در ویدیوی منتشر شده که مشخصا دوربین مخفی است دیده می‌شود که او با یک مرد جوان دیگر رابطه جنسی برقرار می‌کند، او پس از انتشار این ویدیو و درز خبر رسوایی از سمتش برکنار شد و به تاریخ ۲۸ تیر ۱۴۰۲ عبدالرضا علی‌پناه به عنوان سرپرست شعبه‌ای که ثقتی ریاستش را بر عهده داشت منصوب گشت. برای این برکناری دلیل روشنی بیان نشد اما ظن آن می‌رفت که علتش طرح شائبه‌های رسوایی ثقتی باشد، پیشتر سیدمهدی فضائلی، عضو دفتر حفظ و نشر آثار رهبر انقلاب اشاره کرده بود که برخی از مسئولان را به دلیل عدم جدیت در اعمال حجاب اجباری برکنار شدند، هرچند رویکرد سختگیرانه ثقتی در قبال حجاب این احتمال را که برکناری‌اش مشمول این ادعا باشد را از میان برد. گمانه‌زنی‌هایی پیرامون اقدام به خودکشی رضا ثقتی و همین‌طور حضور همسر او در دادگاه برای اقامه طلاق منتشر شد. علی‌رغم برکناری ثقتی از سمتش پس از زمزمه‌های رسوایی تا حدود ۱۰ روز پس از انتشار اخبار و فیلم مقامات مربوط در سکوت کامل بودند و واکنشی نشان ندادند، پس از آن محمد مهدی اسماعیلی وزیر ارشاد در این باره تنها گفت که قضاوتی در این مورد ندارد. نهایتاً پس از هفته‌ها سکوت قوه قضاییه رسماً اعلام کرد که پرونده او را به جریان خواهد انداخت. ماجرای انتشار این فیلم به جلسات مجلس شورای اسلامی کشیده شد و به گفته محمدباقر قالیباف، رئیس این مجلس، در جلسه شورای عالی امنیت ملی هم در این باره صحبت شده‌است.خبرگزاری میزان از بازداشت او و فرد دیگر حاضر در فیلم خبر داده‌است 

### مهدی حق‌شناس
مهدی حق‌شناس روحانی است که سابقه معاونت امور شهرستان‌های ستاد امر به معروف و نهی از منکر گیلان را عهده‌دار بوده و پیشتر هم گزارشی از دیدار او با مقامات شهر آستارا در ایرنا منتشر شده بود. اخباری پیرامون او توسط رادیو گیلان منتشر شد با این موضوع که حق‌شناس با باجناق خود (همسر خواهرزن) رابطه جنسی داشته‌است و حتی پرونده قضایی نیز برای آن به جریان افتاد اما با ورود رسول فلاحتی، نماینده خامنه‌ای در گیلان پیگیری موضوع منتفی شد.

### محمد صفری
در ۲۱ ژوئیه تصاویری از محمد صفری، عضو شورای شهر گیلان منتشر شد که او را در حال مصرف تریاک و خودارضایی حین تماشای صفحه موبایل خود نشان می‌داد.

## پیامدها
غلامحسین محسنی اژه‌ای رئیس قوه قضاییه جمهوری اسلامی انتشار این اخبار را «تلاش دشمن» برای تخریب وجه نظام و انحراف افکار عمومی قلمداد کرد. محمد قالیباف رئیس مجلس وقت عنوان کرد که مسئله ثقتی در کمسیون امنیت ملی مورد بحث و اشاره قرار گرفت. مرتضی محمودوند نماینده مجلس و عضو کمیسیون امنیت ملی و سیاست خارجی مجلس شورای اسلامی گفت مجلس پیش از عمومی شدن این رسوایی از آن خبر داشته و موضوع با وزیر ارشاد نیز در میان گذاشته شده‌است. ابوالفضل عمویی عضو دیگر این کمیسیون در پاسخ به این که آیا رسوایی ثقتی در این کمیسیون مورد بحث قرار گرفته پاسخ منفی داد و گفت که موضوع به کمیسیون فرهنگی مجلس مرتبط است، او همچنین اطلاع نمایندگان مجلس از این رسوایی آن هم پیش از علنی شدن موضوع را رد کرد.
واکنش عمومی در میان عوام و رسانه‌ها عمدتاً متوجه ریاکاری مسئولان وقت جمهوری اسلامی بود، چرا که مقامات درگیر در این رسوایی‌ها متعلق به جناح محافظه‌کار سنتی افراطی به اصطلاح انقلابی بودند و درز این ویدیو نشان از استانداردهای دوگانه این مسئولان داشت، رضا ثقتی پیشتر بخاطر باورهای افراطی‌اش از سوی محافظه‌کاران استان «قهرمان ارزش‌های اسلامی و خانواده اسلامی» خوانده شده بود و مرتباً به حجاب و عفاف تأکید داشت و از لزوم پشتیبانی مردمی برای نیل به زیست عفیفانه سخن به میان می‌آورد، در جایی دیگر تماشای پایتخت ۶ را دارای بدآموزی دانسته یا صحبت از تأسیس هایپرمارکت حجاب کرده بود. روی دیگر موضوع این بود که ثقتی مسئولیت نهادی را برعهده داشت که در ظاهر بایستی به امورات سنتی مطابق با اخلاقیات اسلامی بپردازد و رابطه جنسی جایی در آیین آن ندارد.